# Quando torna l'amore
Quando torna l'amore (hindi हमको तुमसे प्यार है, Humko Tumse Pyaar Hai) è un film del 2006 diretto da Raj Kanwar.

## Trama
Durga è una giovane ragazza cieca che vive in un villaggio vicino a Jaipur, la sua famiglia non è molto ricca, ma si mantiene anche grazie a lei, che con il talento che le ha tramandato il padre, ormai defunto, fabbrica statue per i templi e per la gente.
Un giorno Durga stava trasportando una statua al tempio, seduta sul carretto spinto da un suo amico, Charan, che lei considera come un fratello, quando all'improvviso il carretto sfugge a Charan e precipita in un fosso, ma rimane appeso a un albero secco.
Durga chiede aiuto a Charan, ma lui da solo non ce la fa a soccorrerla. In quel momento passa di lì un uomo, che calandosi con una corda riesce a salvarla e la riporta a casa.
A casa la madre di Durga la sgrida per non aver neanche ringraziato quell'uomo, e rimprovera anche Charan di non badare bene a lei. A quel punto Durga va in paese a cercare colui che l'ha salvata. Mentre va, lo sente parlare in una cabina telefonica, lo raggiunge, si scusa, gli chiede come si chiama; e lui risponde di chiamarsi Babu.
Qualche giorno più tardi Babu va da Charan e gli regala un carretto nuovo, chiedendogli di chiamare Durga per farle "vedere" il carretto. Quando lei ci si siede sopra, Babu prende il posto di Charan e scopre che Durga è attratta da lui.
I due a quel punto decidono di fidanzarsi. Un giorno quando durga si trova a casa da sola, apre la porta e ci trova rana, un suo vecchio pretendente che voleva sposarla a tutti i costi; durga cerca di mandarlo via, ma lui insiste, e dopo aver litigato lui cerca di picchiarla, ma arriva giusto in tempo la madre che giura di difendere la figlia finché avesse ancora fiato.
Qualche sera dopo nel villaggio viene data una festa, a cui partecipa la famiglia di durga; ma in quella sera rana voleva uccidere babu, ma lui accorgendosene cerca di buttarlo per terra, ma parte un colpo, che andrà a finire sulla madre di durga. Rana viene arrestato e durga, nonostante il lutto appena subito, decide di sottoporsi all'operazione. Babu le dice che dopo l'operazione si sarebbe celebrato il loro matrimonio, e per questo va a preparare il tutto. Babu però non farà mai ritorno, perché rana lo ha ucciso con una sprangata in testa, davanti a charan, che da subito l allarme.
Durga, ormai sola e disperata, desta compassione nel dottore che l'ha operata, il d. R.k prasad, che decide di adottarla come sua figlia, e di trasferirsi in Svizzera.
Là durga è sempre triste, nonostante il padre cerchi di farle dimenticare babu, ma il dolore di durga è implacabile.
Un giorno durga conosce a una festa un suo connazionale, rohit, che si innamora subito di lei. I primi tempi durga lo considera solo come un amico, ma con il passare dei mesi durga dimentica babu e si innamora di rohit. I due annunciano al padre di lei di volersi sposare, e per questo la famiglia torna a jaipur, al palazzo della famiglia di lui, dove lei viene bene accolta, e viene celebrata una frsta di fidanzamento. Rohit però arriverà tardi, perché scoprirà che il suo migliore amico, raj, che credevano morto, è stato ritrovato e si è svegliato da un coma. Rohit le racconta di essersi fidanzato, e in procinto di sposarsi, e lo accompagna a casa per farle conoscere la sua sposa.
Appena arrivati durga e gli altri stanno danzando, coperti dai veli. Raj all'inizio non la riconosce, ma quando durga alza il velo scopre chi sia: è la sua amata durga, che credeva di non rivedere. Infatti il vero nome di babu è raj, ma durga njon può sapere chi sia veramente raj, non avendolo mai visto, può solo riconoscere la voce, infatti raj in presenza di durga non parla mai, e raj, il padre di durga e rohit escogitano un piano per fare in modo che durga si sposi e dimentichi  "babu " per sempre, e non possa mai riconoscerlo. Succede però che una sera, durante un black-out, durga riesce a toccare il viso di raj, e crede di riconoscerlo, però, smentita da tutti, crea una statua di argila di raj per capire se fosse veramente lui, e per riuscire nel suo intento si benda gli occhi, per simulare la sua cecità, come quando era bel suo villaggio. Durga finisce la statua e vede essere uguale a raj, e per questo vuole lasciare rohit. Il giorno del matrimonio, rohit accusa pubblicamente raj di averle fregato la moglie, e vuole ucciderlo. Durga a quel punto scoppia a piangere e racconta tutta la storia: e rohit rivolgendosi al padre di durga dice"vede dottore, le avevo detto che le avrei fatto dire la verità..." dopo questa frase, e dopo questi chiarimenti, durga e rohit si sposano fra la commozione e la felicità generale.

## Distribuzione
La pellicola è stata distribuita nelle sale cinematografiche nel febbraio 2006.